# Józef Antoni Poniatowski
Príncipe Józef Antoni Poniatowski (Viena, Áustria, 7 de maio de 1763 – 19 de outubro de 1813, rio Weiße Elster, próximo a Leipzig) - líder polonês, general, ministro da guerra e chefe do exército, que se tornou Marechal de França.

## Biografia

### Os primeiros anos na Áustria e a guerra com o Império Otomano
O Príncipe Józef Antoni Poniatowski era filho de Andrzej Poniatowski, irmão do último rei da Polônia Stanisław August Poniatowski e um marechal-de-campo a serviço dos austríaco. Sua mãe se chamava Teresa Kinsky, uma dama da corte de Maria Teresa e vinda de uma família aristocrática tcheco-austríaca. Seu pai morreu quando Józef tinha 10 anos, Stanisław August então, continuou a sua criação e os dois desfrutaram de um forte relacionamento pessoal que perdurou por toda a vida. Maria Teresa era madrinha da irmã mais velha de Józef, que recebeu o nome de Maria Teresa, como homenagem à Imperatriz. Józef nasceu e cresceu em Viena, mas passou também algum tempo com sua mãe em Praga e mais tarde com o seu tio e rei em Varsóvia. Educado no meio da alta sociedade, ele muito cedo aprendeu a ser fluente em francês (na realidade era o idioma com que ele conversava com sua mãe), bem como em polonês e alemão. Desde a infância o Príncipe Pepi (assim chamado por ser o diminutivo tcheco para José) foi treinado para o serviço militar, mas também aprendeu a tocar teclado e levava sempre um consigo mesmo quando estava em campanha militar. Foi devido à influência de Stanisław August que Poniatowski escolheu ser considerado um polonês, mesmo tendo sido transferido para o exército polonês quando já contava com 26 anos de idade. Em Viena representou o rei polonês no funeral de Maria Teresa. Em 1787 foi com Stanisław August para Kaniov e Kiev, para se encontrar com Catarina, a Grande.
Abraçando para o resto de sua vida a carreira militar, Poniatowski se alistou no exército imperial austríaco onde ele era tenente comissionado em 1780, em 1788 foi promovido a coronel e quando a Áustria declarou guerra contra o Império Otomano em 1788 tornou-se um assistente do Imperador José II. Poniatowski lutou naquela guerra e se destacou no ataque à cidade de Šabac (na atual Sérvia) em 25 de abril de 1788, quando foi seriamente ferido. Segundo foi relatado, em Šabac ele também teria salvado a vida de um colega mais novo, o Príncipe Karl Philipp Schwarzenberg. Mais tarde as trajetórias militares dos dois se cruzaram repetidas vezes, algumas vezes como aliados, outras vezes como inimigos, até Poniatowski ser morto em Leipzig.

### No exército polonês, a Constituição de 3 de maio e a Guerra polaco-russa de 1792

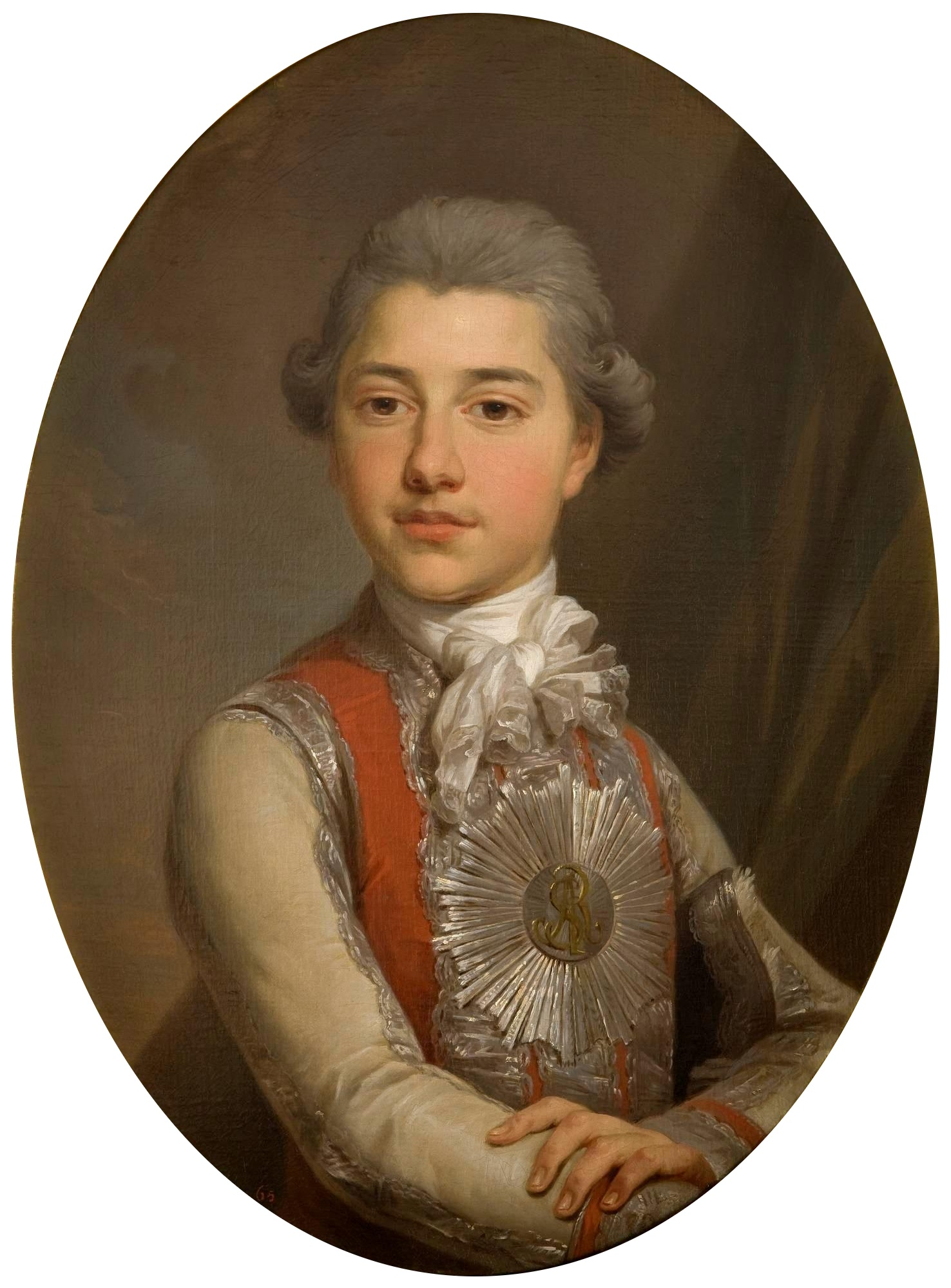
Józef Poniatowski.

Convocado por seu tio, o Rei Stanisław August Poniatowski e o Sejm, quando o Exército polonês foi reorganizado, Poniatowski mudou-se para a Polônia. O rei já tinha feito contatos prévios com as autoridades austríacas para a realização dessa transferência, que certamente no final dependeu da vontade de seu sobrinho em fazer essa movimentação, mas apesar desse seu "sacrifício" (a carreira no exército imperial lhe pareceu convidativa), a mudança não seria de todo um problema. Em outubro de 1789, juntamente com Tadeusz Kościuszko e três outros, Poniatowski recebeu a patente de major-general, foi designado comandante de uma divisão na Ucrânia e se dedicou zelosamente em melhorá-la, que acabou por negligenciar, por um longo período, o exército da República das Duas Nações.
Foi um período de deliberações para a Grande Sejm, que terminou com a promulgação da Constituição de 3 de maio em 1791. Poniatowski era um entusiasta apoiador da reforma e um membro da Associação dos Amigos da Constituição. A aprovação do documento foi assegurada parcialmente pelas forças militares sob o comando do Príncipe, que cercou o Castelo Real durante os procedimentos finais; ele mesmo permaneceu no salão de reunião com um grupo de soldados.
No dia 6 de maio de 1792, Poniatowski foi designado comandante do exército polonês na Ucrânia, com a tarefa de defender o país contra o iminente ataque russo. Lá o Príncipe Józef, como ele era afetuosamente chamado pelos poloneses, auxiliado por Kościuszko e Michał Wielhorski, um amigo de quando ele servia na Áustria, exibiram grande habilidade. Devido a estar sempre em desvantagem numérica e de armamentos em relação ao inimigo, ele foi constantemente obrigado a recuar, mas disputou cada pedaço de terreno, ele chegou a reverter a situação várias vezes e obteve várias vitórias notáveis. A Batalha de Zieleńce em 18 de junho foi a primeira grande participação vitoriosa das forças polonesas desde Jan III Sobieski. Poniatowski pessoalmente esteve envolvido na luta quando uma das colunas polonesas estava hesitando, como ele tinha o hábito de fazer. Stanisław August ficou maravilhado com a vitória e para comemorar a ocasião criou a famosa ordem Virtuti Militari, com a qual ele condecorou Poniatowski e Kościuszko em primeiro lugar - infelizmente seu entusiasmo não durou muito tempo. Na Batalha de Dubienka em que lutou Kościuszko e seus soldados, em 18 de julho, a linha do rio Bug Ocidental foi defendida por cinco dias contra um inimigo quatro vezes mais forte. Finalmente o indestrutível exército polonês convergiu para Varsóvia e estava preparando um ataque geral, quando um mensageiro da capital informou ao Comandante em Chefe que o Rei Stanisław August tinha aderido à Confederação Targowica pró Rússia e havia prometido também a adesão do Exército da Polônia. Todas as hostilidades foram então a partir daquele momento suspensas. O exército permaneceu leal ao Príncipe Józef, e lhe sugeriram um golpe de estado que envolveria o sequestro do rei, mas ele, após receber ordens contraditórias, decidiu finalmente não agir desse modo. Ficou preocupado, com o recém atentado a Markuszew, em 26 de julho, que iria tirando-lhe a vida, porém acabou sendo salvo. Após um indignado, mas infrutífero protesto, Poniatowski e a maioria dos outros generais poloneses renunciaram a seus cargos, e mesmo após as alegações do rei, deixou o exército.
Em sua despedida, os soldados do Príncipe Józef expressaram sua gratidão mandando cunhar uma medalha comemorativa e ainda escreveram para a mãe do príncipe em Praga, agradecendo-lhe pelo grande filho. Poniatowski trocou Varsóvia por Viena, de onde ele repetidas vezes desafiou o líder da Confederação Targowica, Szczęsny Potocki, para um duelo. Mas as autoridades russas o queriam ver cada vez mais longe da Polônia, e o temeroso rei o pressionou a aceitar, assim ele deixou Viena para viajar pelo Europa Ocidental, traumatizada naquele tempo pelos acontecimentos violentos da Revolução Francesa.
Em 1792 em uma carta para o rei, o príncipe Józef expressou sua opinião, que a fim de salvar o país e preservar o grande poder da Polônia, ele deveria ter, já no início dessa campanha (uma vez que ela não estava adequadamente preparada militarmente) mobilizado todo o país, conduzido a nobreza montado em um cavalo, armado as cidades e concedido liberdade aos camponeses.
Após a Guerra polaco-russa seguiu-se a segunda partição da Polônia. Deu-se origem a quatro décadas de intensos conflitos armados com o propósito de preservar a independência da Polônia. Incluiu várias guerras principais (1792, 1794, 1809, 1812, 1813, 1830) e um grande número de outras lutas. Abrangeu uma área que foi desde San Domingo até a Pomerânia, e incluiu as Legiões polonesas de Dąbrowski, bem como as famosas façanhas, tais como a Batalha de Somosierra, Fuengirola, e La Albuera.

### A Revolta de Kościuszko de 1794, seguida por um período principalmente de vida privada

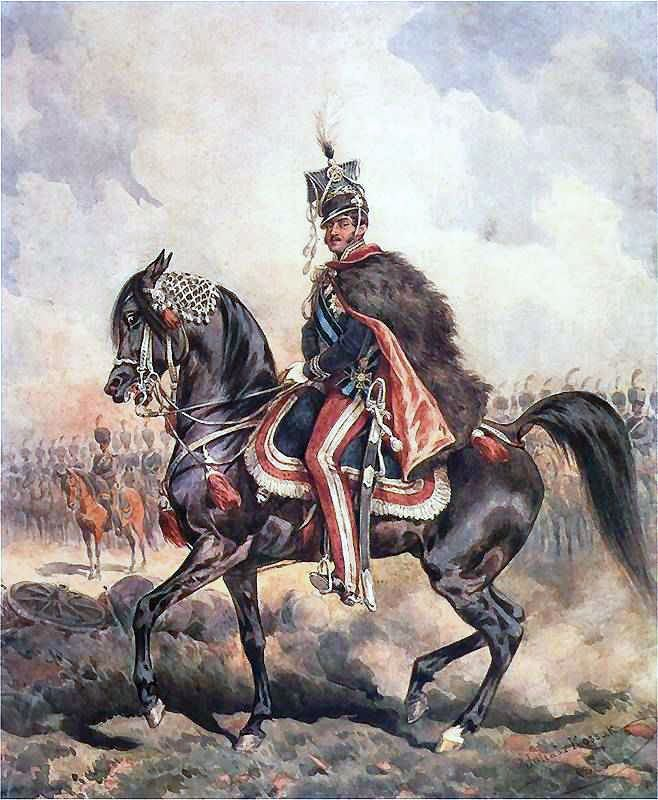
Józef Poniatowski em seu cavalo por Juliusz Kossak (1824-1899).

Stanisław August Poniatowski conhecia qual era o lado certo da história, por isso na primavera de 1794 ele escreveu para o seu sobrinho uma carta ou duas, insistindo para que ele retornasse à Polônia e se oferecesse para atuar sob o comando de seu antigo subordinado  Kościuszko, na revolta que agora tinha seu nome. Provavelmente sem muito entusiasmo para o empreendimento no qual ele não tinha estado envolvido até aquele momento, Poniatowski veio novamente com Wielhorski e se apresentou para o serviço no acampamento de Kościuszko perto de Jędrzejów em 27 de maio. Kościuszko propôs que o Príncipe Józef liderasse a Revolta na Lituânia, onde ele estava destituindo o radical e bem-sucedido líder Jakub Jasiński, mas Poniatowski, não queria ficar muito longe de seu tio, que precisava dele, e não aceitou o convite. Ele sugeriu que ao invés dele fosse enviado o general Michał Wielhorski, o que foi aceito por Kościuszko. Ele mesmo participou do combate dentro e ao redor de Varsóvia - como comandante de uma divisão lutou em Błonie em 7-10 de julho e conduziu a cavalaria contra os prussianos em Marymont (26-27 de julho). Quando durante o cerco prussiano à cidade Mokronowski foi enviado para a Lituânia para substituir o enfermo Wielhorski, Poniatowski assumiu o seu posto na defesa de Varsóvia. Como sempre ele lutou bravamente. Em 5-10 de agosto, em uma série de vitoriosas e promissoras confrontações ele tomou dos prussianos a região de Góry Szwedzkie, mas acabou por perdê-la semanas depois em um contra-ataque, para o qual, apesar dos avisos de Kościuszko, ele não havia se preparado adequadamente. Tentando recuperar o terreno perdido, ele se feriu, quando seu cavalo foi baleado. Em outubro comandou as tropas em inferioridade numérica nos ataques contra os prussianos entrincheirados nas margens do rio Bzura, que às custas de grandes perdas conseguiu deter os prussianos e salvou o corpo de exército de Dąbrowski, ao garantir o seu retorno para Varsóvia. Durante o transcorrer desta guerra e revolução, o Príncipe sentiu-se alienado pelas ações e influência da ala radical liderada por Hugo Kołłątaj, uma vez que a cooperação militar entre ele, Dąbrowski e Józef Zajączek não era o que deveria ter sido, e as coisas se tornaram piores após a captura de Kościuszko na Batalha de Maciejowice.
A Revolta havia fracassado, Poniatowski permaneceu por um tempo ainda em Varsóvia, suas propriedades foram confiscadas, mas tendo recusado uma posição no exército russo e pouco disposto a aceitar as condições de lealdade que as autoridades russas o queriam impor, foi-lhe ordenado que deixasse a capital polonesa e em abril de 1795 se mudou mais uma vez para Viena. Como consequência da fracassada Revolta de Kościuszko, a Polônia sofreu a sua terceira (e final) partição.
Em 1796 morreu Catarina II e seu filho, o tsar Paulo I devolveu as propriedades a Poniatowski e novamente tentou convencê-lo a servir no exército russo. Como desculpa para não aceitar o convite, o Príncipe Józef alegou estar (como resultado de ferimentos passados) com a saúde extremamente debilitada. Porém em 1798 morreu em São Petersburgo seu tio, o antigo rei Stanisław August. Poniatowski deixou Viena para o seu funeral e para cuidar, por sua própria vontade, das finanças, herança e obrigações do rei morto. Ele permaneceu em São Petersburgo por vários meses, e então, após um bom relacionamento com o Tsar Paulo e sua corte, retornou para a Polônia, para as suas propriedades em Varsóvia (os palácios de Pod Blachą e Łazienki) e em Jabłonna. Varsóvia, naquele tempo, estava sob o domínio da Prússia.
Ali, até 1806, Poniatowski viveu uma vida privada de festas e jogos, não muito ativa politicamente, frequentemente chocando a opinião pública com sua conduta e a de seus amigos. Sua casa era estritamente administrada por uma tal Henrietta Vauban, uma velha senhora que ele havia trazido de Viena e quem, aparentemente, exercia grande influência sobre o príncipe. Suas residências estavam abertas para várias personalidades e desde 1801 o futuro Luís XVIII, irmão de Luís XVI, que havia sido executado pela Revolução Francesa e que com sua família e corte precisava de um lugar para ficar, era o convidado de Poniatowski no Palácio Łazienki por alguns anos. Em 1802, envolvido com problemas legais decorrentes da sucessão de Stanisław August, Poniatowski fez uma viagem para Berlim, onde ele ficou alguns meses e estabeleceu cordiais relações pessoais com a família real prussiana. Sempre extremamente popular com as mulheres, o Príncipe Józef nunca se casou. Teve dois filhos com duas de suas parceiras, das quais a última e mais importante foi Zofia Czosnowska da família Potocki, mãe de seu filho mais novo Karol Józef Poniatowski.

### O Ducado de Varsóvia e a vitoriosa Guerra austro-polaca de 1809

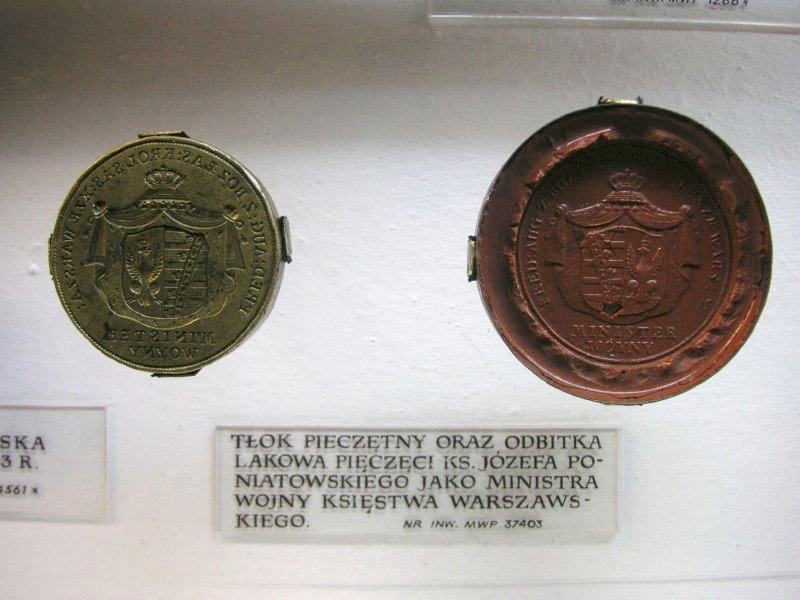
Selo do Príncipe Józef como Ministro da Guerra do Ducado de Varsóvia.

Após a vitória de Napoleão Bonaparte na Batalha de Jena e a consequente evacuação pela Prússia das suas províncias polonesas, em novembro de 1806, fez com que Poniatowski fosse convidado pelo rei prussiano Frederico Guilherme III para ser o governador de Varsóvia, o que ele aceitou; ele também assumiu o comando da guarda municipal e organizou as forças da milícia dos cidadãos composta de residentes locais. Tudo isso teve curta duração, porque a rápida sucessão de acontecimentos no cenário da Europa possibilitou aos poloneses novas oportunidades e a fazerem novas escolhas.
No final daquele ano, Joachim Murat e suas forças entraram em Varsóvia e Poniatowski teve que definir seu papel dentro daquela nova realidade política. Foram feitas longas negociações com Murat (eles gostaram um do outro e logo se tornaram amigos) e convencido por Józef Wybicki para que não perdesse essa oportunidade histórica, aceitou o cargo oferecido por Murat para ser o "chefe das forças militares" e comandante do departamento militar em nome das autoridades francesas. Dąbrowski, que era o preferido de muitos veteranos poloneses por suas participações nas Legiões da Polônia e na Revolta de Kościuszko, bem como Zajączek foram preteridos, apesar de ambos terem tido a oportunidade de servir a Napoleão quando Poniatowski precisava se ausentar. Em 14 de janeiro de 1807, por decreto do Imperador, foi criada a Comissão Governamentista de Varsóvia sob o comando de Stanisław Małachowski, e dentro dessa estrutura Poniatowski tornou-se oficialmente Diretor do Departamento da Guerra com a tarefa de organizar o exército da Polônia.
Em julho de 1807 o Grão-Ducado de Varsóvia foi criado. Nesse governo Poniatowski, em 7 de outubro, tornou-se Ministro da Guerra, devido Napoleão, não confiar plenamente nele, deixou o supremo comando militar nas mãos de Louis Nicolas Davout até o verão de 1808. Poniatowski oficialmente tornou-se Comandante em Chefe no dia 21 de março de 1809.
O Ministro da Guerra se tornou completamente dedicado à criação e ao desenvolvimento deste novo exército polonês. O exército do Ducado existiu e operou sob as mais difíceis circunstâncias e seu sucesso dependeu grandemente das habilidades militares e políticas do comandante chefe. Por exemplo, ele era extremamente mal equipado e a maioria das unidades militares eram mantidas por Napoleão fora do país, para serem utilizadas em numerosas campanhas, por esse motivo o Príncipe Józef só pode contar com uma pequena força à seu dispor durante a guerra de 1809.
Na primavera de 1809, Poniatowski comandou o seu exército contra uma invasão da Áustria sob o comando do arquiduque Ferdinando Carlos José da Áustria-Este, na guerra que foi considerada, pelo alto comando austríaco, como o elemento crucial de sua luta contra a França napoleônica. Na sangrenta Batalha de Raszyn perto de Varsóvia, em 19 de abril, onde ele pessoalmente comandou seus homens em um ataque de infantaria armado de baioneta (ao longo de sua carreira ele fez isto muitas vezes), ele enfrentou um exército austríaco que era duas vezes maior do que o seu. Depois disto, entretanto, decidiu não defender Varsóvia e se retirou com suas unidades para o lado oriental do rio Vístula, a fim de fortificar o subúrbio Praga, que foi atacado pelos austríacos, mas foram derrotados em Grochowo em 26 de abril. Uma divisão austríaca então cruzou o Vístula e novamente tentou perseguir os poloneses, mas foi derrotada em 2 de maio, em Góra Kalwaria, em um ataque ousado conduzido pelo General Michał Sokolnicki. Ferdinando fez ainda mais algumas tentativas, a fim de estabelecer uma cabeça-de-ponte no outro lado do Vístula, mas todas elas foram derrotadas, o que deixou a iniciativa nas mãos de Poniatowski. De lá ele rapidamente avançou em direção ao sul, permanecendo próximo ao Vístula para controlar a situação e assumir grandes áreas da "Galícia", na parte sul da Polônia que era controlada pela Áustria segundo os acordos firmados após as partições. Em 14 de maio, Lublin foi tomada, em 18 de maio foi a fez da fortificada e fortemente defendida Sandomierz. No dia 20 de maio, a fortaleza de Zamość foi dominada, onde foram feitos 2 000 prisioneiros e 40 canhões apreendidos e até mesmo a distante Lviv foi tomada em 27 de maio. Esses acontecimentos militares fizeram com que os austríacos se retirassem de Varsóvia - uma contra-ofensiva feita por sua força principal resultou na retomada de Sandomierz em 18 de junho.
Mas Poniatowski, enquanto isso, se movimentou em direção ao oeste do Vístula e no dia 5 de julho, o dia da Batalha de Wagram, iniciou a partir de Radom uma nova ofensiva em direção ao sul com a intenção de libertar Cracóvia. Ele chegou lá no dia 15 de julho, e enquanto os austríacos, desmoralizados e incapazes de se defenderem, tentavam entregar a cidade para os russos, Poniatowski, por sua vez, não estava a fim de ser manipulado ou intimidado: vendo uma unidade de cavalaria russa de hussardos em formação de ataque, bloqueando a rua que conduzia à ponte no Vístula, montou em seu cavalo e avançou contra eles, de tal modo que os cavalos se assustaram e muitos deles acabaram caindo ao chão.
A maior parte das terras libertadas, com exceção da região de Lviv, foram incorporadas ao Ducado por intermédio do tratado de paz de 14 de outubro de 1809. O próprio Príncipe Józef, aclamado pelos moradores da antiga capital real da Polônia, permaneceu em Cracóvia até o final de dezembro, supervisionando o governo provisório galego que existiu de 2 de junho a 28 de dezembro. Os austríacos continuavam querendo ter de volta a cidade de Cracóvia e ele sentiu que a sua presença por lá era a melhor garantia de que ela permaneceria sendo controlada pelos poloneses.
A Guerra austro-polaca foi o ponto alto na carreira de Poniatowski e a única campanha vitoriosa das forças militares da Polônia no período compreendido entre a libertação de Viena por Jan III Sobieski, em 1683 e a vitória sobre os bolcheviques em 1920, por Józef Piłsudski - durante o longo período de declínio e perda da independência nacional.

### Na Campanha russa de 1812 de Napoleão
Em abril de 1811 Poniatowski foi a Paris, onde representou o rei da Saxônia e duque de Varsóvia, Frederico Augusto I na cerimônia de batismo do filho de Napoleão. Ele permaneceu lá por quatro meses e trabalhou com o Imperador e seus generais nos planos para a campanha contra a Rússia. Tentou convencer os líderes franceses de que a rota sul, através da Ucrânia, era a mais viável, uma vez que o clima era mais quente, os nobres poloneses da partição russa se juntariam a eles, e poderiam contar com um provável apoio turco contra a Rússia. Napoleão rejeitou a ideia, bem como os prováveis apoios que receberia, consentindo, contudo, que Poniatowski seguisse tal rota sozinho com o corpo de exército polonês, na esperança que ele tomasse conta dessas antigas regiões da ex-Polônia com a esperada ajuda de uma revolta polonesa planejada lá.
Para a expedição a Moscou, Poniatowski tornou-se comandante de uma forte força polonesa de cerca de 100 000 homens (o maior feito militar polonês antes do século XX), chamado de o 5º Exército do Grande Armée.
O período inicial da ofensiva, quando Poniatowski foi colocado sob a direção de Jérôme Bonaparte foi infrutífero, mas depois que o irmão de Napoleão deixou que Poniatowski integrasse a ala direita do Grande Armée as coisas mudaram. Lutando na linha de frente do avanço a Moscou, ele se destacou em várias batalhas. Em 17 de agosto em Smolensk, ele pessoalmente conduziu seu exército no ataque a cidade. Em 7 de setembro na Batalha de Borodino o 5º Exército esteve envolvido na luta sobre o Monte Utitza que durou o dia todo, e que foi finalmente tomado à noite. Em 14 de setembro os soldados poloneses foram os primeiros a entrarem na capital russa; naquele tempo, contudo, Poniatowski estava convencido de que a campanha não estava indo bem. O exército polonês lutou então nas batalhas de Chirikovo em 29 de setembro e na de Vinkovo em 18 de outubro, onde Poniatowski salvou Murat de uma total derrota pelas forças de Kutuzov.
Protegendo a retaguarda na retirada do Grande Armée, Poniatowski foi gravemente ferido durante a batalha de Viazma, em 29 de outubro. Tentou permanecer no serviço ativo por mais alguns dias, mas em 3 de novembro sua condição o forçou a deixar o comando. Ele então continuou a viagem para o ocidente em uma carruagem com mais dois feridos. Ao cruzarem por Berezina quase foram capturados pelos russos, mas finalmente em 12 de dezembro chegaram a Varsóvia.

### A Campanha da Alemanha em 1813 e a morte na Batalha de Leipzig

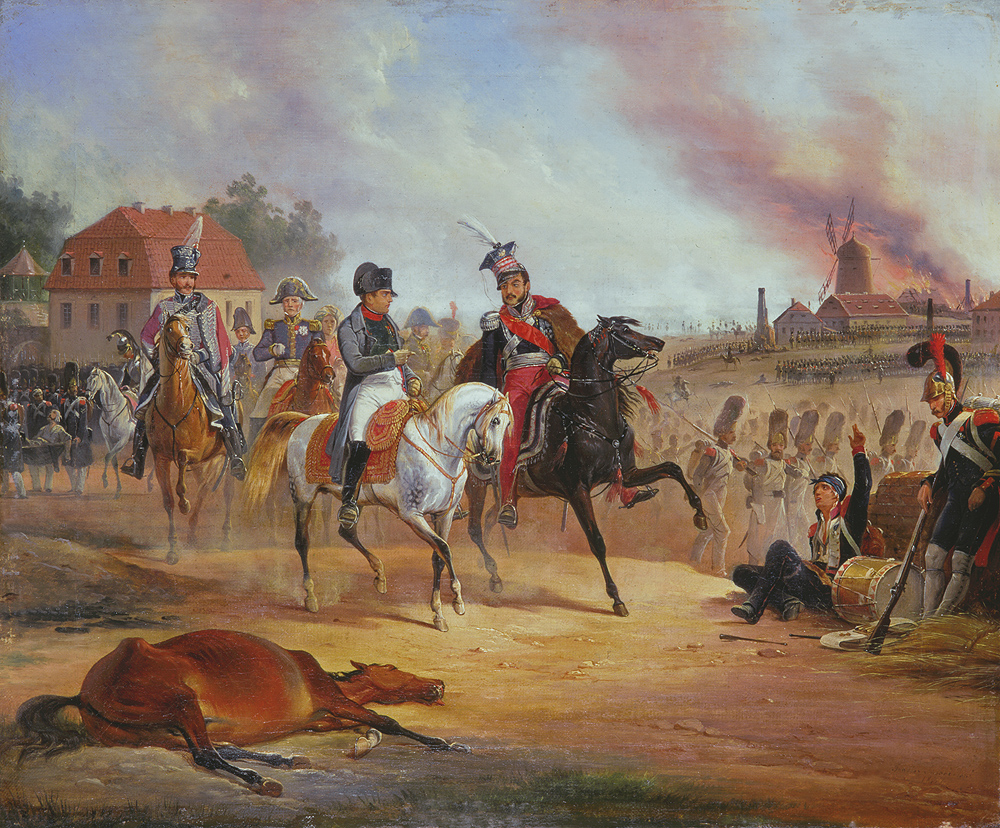
Napoleão e Poniatowski em Leipzig, por January Suchodolski.

Depois da retirada desastrosa do exército de Napoleão, enquanto se recuperava de seus ferimentos, Poniatowski empreendeu a reconstrução do exército polonês, para substituir as forças quase que completamente devastadas como resultado da campanha de Moscou. Quando muitos líderes poloneses começaram a se afastar dos ideais do Imperador francês, Poniatowski resistiu em mudar de opinião e permaneceu fiel a ele, até mesmo quando o tsar russo Alexandre I lhe ofereceu anistia e lhe propôs futura colaboração. Com a formação desse novo exército, apenas parcialmente completo, em 5 de fevereiro, quando o exército russo estava prestes a entrar em Varsóvia, as unidades polonesas se movimentaram, sem saberem exatamente com que finalidade, mas acabaram por chegar a Cracóvia, onde lá permaneceram por algumas semanas se preparando para seu teste final. Em 7 de maio, como os russos novamente se aproximavam, o Príncipe Józef e seu exército deixou Cracóvia e foram em direção à Boêmia, onde, como 8º Exército, eles protegeriam as passagens das montanhas da Boêmia e defenderiam a margem esquerda do rio Elba, em direção à Saxônia. O total das forças nas quais ele se juntou a Napoleão durante o armistício chegava a um total de 22 000 homens, dentre as quais estava uma pequena divisão de Dąbrowski.
Os melhores desempenhos dos exércitos nas lutas aconteceram em Löbau, em 9 de setembro e em Zedtlitz, em 10 de outubro, onde o General Pahlen tentou parar o seu avanço em direção a Leipzig, mas foi derrotado em um ataque de cavalaria comandado por Poniatowski. Em 12 de outubro ele estava tomando o café da manhã com Murat, quando foram surpreendidos pelas tropas inimigas. Poniatowski montou em seu cavalo, abriu caminho através deles (recebeu um superficial ferimento no braço) e retornou com outro ataque de cavalaria salvando a situação.
Como recompensa por seus brilhantes serviços, em 16 de outubro durante a Batalha de Leipzig, Poniatowski foi promovido a Marechal de França e lhe confiado a perigosa tarefa de proteger a retirada do Exército francês. Ele heroicamente defendeu Leipzig, perdendo metade de seu exército na tentativa do lento recuo sobre a ponte do rio Weiße Elster, perto de Leipzig. Na confusão geral, os franceses explodiram a ponte antes que ele pudesse atingi-la. Sempre na luta contra as forças inimigas que o perseguiam, o Príncipe Józef recusou a se render e muito ferido tentou atravessar a cavalo as águas do rio. Ali ele morreu, muito provavelmente atingido pelo próprio "fogo amigo" das tropas francesas que se encontravam na outra margem do rio.

### Funeral e avaliação do papel de Poniatowski no contexto da história polonesa

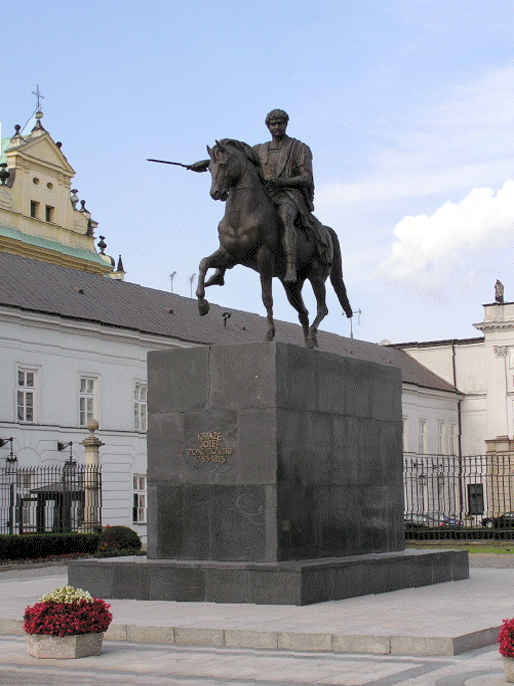
Monumento de Poniatowski em frente ao Palácio Presidencial em Varsóvia.

Seus restos mortais foram transportados para a Polônia em 1817 e enterrados na catedral de Cracóvia na Colina Wawel, onde permanecem ao lado de Tadeusz Kościuszko e Jan III Sobieski. Em 1829 um monumento em sua homenagem feito por Bertel Thorvaldsen foi erguido em Varsóvia. Ele passou por uma história bastante turbulenta e foi destruído durante a Segunda Guerra Mundial, mas uma cópia mais recente ainda pode ser vista em frente ao Palácio Presidencial em Varsóvia.
O culto a Poniatowski cresceu após a sua morte - era uma versão polonesa da lenda sobre Napoleão. Ele sempre tem sido a inspiração para aqueles que tem lutado para a conquista da liberdade polonesa através dos vários conflitos armados, mas especialmente na época da Revolta de Novembro de 1830, uma vez que muitos dos seus líderes tinham servido sob o comando de Poniatowski durante as Guerras Napoleônicas.
O Ducado de Varsóvia, que Napoleão criou e Poniatowski defendeu, permaneceu nas suas diferentes formas (como o "Reino da Polônia") como um resto de Estado que ficou do período da última partição. Caso ele tivesse sido destruído em 1809, o Reino não teria sido criado e a histórica chance para o Levante de Novembro não teria ocorrido. Durante mais de um século após a morte de Poniatowski, os poloneses vivenciaram muitas lutas, opressão e sofrimentos e a figura de um brilhante aristocrata, guerreiro e o líder inflexível elevaram os espíritos e acrescentou brilho a uma nação carente de inspiração.